# Nadine Heimann
Nadine Heimann, également connue comme Nadine Nicole, née à Rochester dans le Michigan, est une actrice américaine connue essentiellement pour avoir joué le rôle de Van dans la série télévisée Dante's Cove. Elle joue aussi le rôle de Clarissa Mao dans The Expanse, sur Amazon Prime.

## Biographie
Elle est l'un des personnages principaux de la série d'horreur Dante's Cove, où elle joue Van,. Elle a un rôle récurrent dans la série The Young and the Restless de CBS.

## Filmographie
- 2005-2006 : Dante's Cove
- 2007 : CSI: Crime Scene Investigation
- 2009 : 90210 (TV series)
- 2009 : The Bold and the Beautiful
- 2009 : Workshop
- 2009 : So Long, Lonesome
- En 2010, elle a joué dans le clip vidéo "If We Ever Meet Again" de Timbaland.2
- En Juin 2010, Heimann commence à apparaitre dans les publicités de la bière Miller Lite
- 2014–2016 : The Young and the Restless
- 2015–2022 : The Expanse